# Bródy Miksa
Bródy Miksa (Nagyvárad, 1873. szeptember 23. – Budapest, 1924. június 4.) író, újságíró, műfordító.

## Életpályája
Apja, Bródy Simon híres talmudtudós, anyja Landesberg Retzi volt. Családjában sokan művelték a specifikus zsidó tudományokat, és fiatal korában önmaga is foglalkozott a talmudi diszciplínákkal. Orvosi pályára készült, de tizennyolc éves korában, amikor első versei nyomtatásban megjelentek, a sikerek nyomán újságíró lett. A Budapesti Napló szerkesztőségében kezdte a pályáját. Színházi kritikáira már korán felfigyeltek, mert körültekintő, és nagy színpadi ismeretről tett bennük tanúbizonyságot. Hamarosan a lap színházi és szépirodalmi munkatársa lett 1910-től. Népszerű költő volt, több verses- és novelláskötet szerzője. Az Est lapok munkatársává vált, később a világháború alatt svájci tudósítója lett. 1911-ben a szabadkőműves Demokratia páholy felvette tagjai közé, s hamarosan elérte a mester fokot. Operett szövegeivel vált nemzetközi szinten is elismert és népszerű librettistává. Ő írta Jacobi Viktor Leányvásár (Bemutató: 1911. november 14. Király Színház) operett szövegét. Innentől fogva Jacobi Viktor operettjeinek egyik állandó szövegírója lett. Jacobi Sybill című operettjével nem túlzás, világhírnévre tettek szert. A szövegét egyébként Martos Ferenccel közösen írták. (Bemutató: 1914. február 27., Király Színház). Jacobi Amerikába való távozását követően elsősorban színdarab és operett szövegkönyvek fordításaival, azokban szereplő dalok verseinek magyarításával foglalkozott. Többek között Tristan Bernard: Az ismeretlen táncos (1911), Alexandre Bisson: A névtelen asszony (1916), Somerset Maugham: Maria del Carmen (1920) drámáit, színműveit fordította magyarra. Robert Stolz operettjei közül pedig a Szerencsetánc (1921), A kis grizett (1921) színpadra állításának magyarítása fűződik nevéhez. Kálmán Imre számára készítette el a "Zsuzsi kisasszony" (1915) című operett szövegkönyvét. Utolsó operett bemutatója 1922. december 23-án volt a Vígszínházban, ahol Földes Imre társszerzővel megírták Buttkay Ákos zenéjére, az "Olívia hercegnő" című operett szövegét. Operettszövegeinek finomsága, kedvessége, ötletessége, a dalok verselésének nemes technikája a korszak egyik kimagasló egyéniségévé tette őt, a hazai zenés színjátszás világában.
Házastársa Nagy Mária (1886–1964) volt, akivel 1908. augusztus 14-én Budapesten, az Erzsébetvárosban kötött házasságot.

## Kötetei
- Paraesthesia. Versek; Werbőczy Ny., Budapest, 1900
- Boszorkánytánc; ill. Feiks Jenő; Pallas Ny., Budapest, 1901
- Az élet vidám mozija; Schenk, Budapest, 191? (Mozgó könyvtár)
- A kulisszák mögül. Az élet megy tovább; Schenk, Budapest, 1910 (Mozgó könyvtár)
- Bródy Miksa–Tábori Kornél–Szomaházy István: Börzehumor. Víg apróság; A Nap Ny., Budapest, 1912 (Vidám könyvtár)
- Klotho. Elbeszélések; Athenaeum, Budapest, 1913 (Modern könyvtár)
- Bródy Miksa–Pásztor Árpád–Szomaházy István: Lipótváros. Kis történet; A Nap Ny., Budapest, 1913 (Vidám könyvtár)
- Mozi vászon nélkül; A Nap Ny., Budapest, 1914 (Vidám könyvtár)
- Bródy Miksa–Tábori Kornél: Rp. 50 víg eset orvosokról és páciensekről; Nap Ny., Budapest, 1914 (Vidám könyvtár)
- Bródy Miksa–Tábori Kornél: Katonáék. A királytól a közvitézig. Víg esetek; Nap Ny., Budapest, 1915 (Vidám könyvtár)
- Bródy Miksa–Szomaházy István–Tábori Kornél: Kis tréfák; Révai Ny., Budapest, 1919 (Vidám könyvtár. Új sorozat)
- Bródy Miksa–Tábori Kornél: Kaszárnya és harctér; Nap Ny., Budapest, 1916 (Vidám könyvtár)
- Bródy Miksa–Karinthy Frigyes–Tábori Kornél: Csak semmi háború!; Vidám Könyvtár, Budapest, 1918 (Vidám könyvtár)
- Kabaré; Bródy Miksa, et al. legjobb vidám kabarétréfái; Révai Ny., Budapest, 1918 (Vidám könyvtár. Új sorozat)
- Bródy Miksa–Szomaházy István–Tábori Kornél: Kis tréfák; Révai Ny., Budapest, 1919 (Vidám könyvtár. Új sorozat)